# 2014-es Indy Lights-szezon
A 2014-es Indy Lights-szezon a bajnokság 29. szezonja volt és a 13., amelyet az IndyCar rendezett. A 14 futamból álló széria március 30-án kezdődött  St. Petersburg-ban és augusztus 24-én ért véget a Sonoma Raceway aszfaltcsíkján. A bajnokságot Gabby Chaves nyerte meg.

## Versenynaptár
| Forduló | Dátum         | Hivatalos név          | Versenypálya                              | Helyszín                | Pályarajz |
| ------- | ------------- | ---------------------- | ----------------------------------------- | ----------------------- | --------- |
| 1       | március 30.   | St. Petersburg 100     | Streets of St. Petersburg                 | St. Petersburg, Florida |           |
| 2       | április 13.   | Long Beach 100         | Streets of Long Beach                     | Long Beach, Kalifornia  |           |
| 3       | április 26.   | Legacy Indy Lights 100 | Barber Motorsports Park                   | Birmingham              |           |
| 4       | április 27.   | Legacy Indy Lights 100 | Barber Motorsports Park                   | Birmingham              |           |
| 5       | május 9.      | Liberty Challenge      | Indianapolis Motor Speedway épített pálya | Speedway, Indiana       |           |
| 6       | május 10.     | Liberty Challenge      | Indianapolis Motor Speedway épített pálya | Speedway, Indiana       |           |
| 7       | Május 23.     | Freedom 100            | Indianapolis Motor Speedway ovál pálya    | Speedway, Indiana       |           |
| 8       | július 6.     | Pocono Indy Lights 100 | Pocono Raceway                            | Long Pond               |           |
| 9       | Június 20.    | Grand Prix of Toronto  | Exhibition Place                          | Toronto                 |           |
| 10      | augusztus 2.  | Grand Prix of Mid-Ohio | Mid-Ohio Sports Car Course                | Lexington, Ohio         |           |
| 11      | augusztus 3.  | Grand Prix of Mid-Ohio | Mid-Ohio Sports Car Course                | Lexington, Ohio         |           |
| 12      | augusztus 17. | Milwaukee Race 100     | Milwaukee Mile                            | West Allis, Wisconsin   |           |
| 13      | augusztus 23. | Grand Prix of Sonoma   | Sonoma Raceway                            | Sonoma, Kalifornia      |           |
| 14      | augusztus 24. | Grand Prix of Sonoma   | Sonoma Raceway                            | Sonoma, Kalifornia      |           |
| Forrás: |               |                        |                                           |                         |           |

| Magyarázat | Magyarázat |
| Ikon       | Pálya      |
| ---------- | ---------- |
|            | Ovál       |
|            | Utcai      |
|            | Épített    |

## Csapatok és versenyzők
| Csapat                                        | #  | Versenyző         | Státusz | Forduló          |
| --------------------------------------------- | -- | ----------------- | ------- | ---------------- |
| Andretti Autosport                            | 26 | Zach Veach        |         | összes           |
| Andretti Autosport                            | 83 | Matthew Brabham   | Újonc   | összes           |
| Belardi Auto Racing                           | 0  | Chase Austin      |         | 7                |
| Belardi Auto Racing                           | 4  | Alexandre Baron   | Újonc   | 1–7, 9           |
| Belardi Auto Racing                           | 4  | Axcil Jefferies   | Újonc   | 10–11            |
| Belardi Auto Racing                           | 4  | Ryan Phinny       | Újonc   | 13–14            |
| Belardi Auto Racing                           | 5  | Gabby Chaves      |         | összes           |
| Bryan Herta Autosport Jeffrey Mark Motorsport | 28 | Lloyd Read        | Újonc   | 1–6              |
| Bryan Herta Autosport Jeffrey Mark Motorsport | 28 | Ryan Phinny       | Újonc   | 9–11             |
| Fan Force United                              | 24 | Scott Anderson    | Újonc   | összes           |
| MDL Racing                                    | 56 | Matthew Di Leo    |         | 9                |
| Schmidt Peterson Motorsports                  | 7  | Luiz Razia        | Újonc   | összes           |
| Schmidt Peterson Motorsports                  | 10 | Juan Pablo García |         | összes           |
| Schmidt Peterson Motorsports                  | 42 | Jack Harvey       | Újonc   | összes           |
| Schmidt Peterson Motorsports                  | 77 | Juan Piedrahita   | Újonc   | összes           |
| Team Moore Racing                             | 2  | Zack Meyer        | Újonc   | 1–7, 9–11, 13–14 |
| Team Moore Racing                             | 22 | Vittorio Ghirelli | Újonc   | 1–4              |
| Team Moore Racing                             | 22 | Jimmy Simpson     | Újonc   | 10–11            |

## Összefoglaló
| Forduló | Verseny           | Pole-pozíció    | Legyrorsabb kör | Legtöbb élen töltött kör | Győztes         | Győztes                      | Listavezető  | Előny |
| Forduló | Verseny           | Pole-pozíció    | Legyrorsabb kör | Legtöbb élen töltött kör | versenyző       | csapat                       | Listavezető  | Előny |
| ------- | ----------------- | --------------- | --------------- | ------------------------ | --------------- | ---------------------------- | ------------ | ----- |
| 1       | St. Petersburg    | Gabby Chaves    | Gabby Chaves    | Zach Veach               | Zach Veach      | Andretti Autosport           | Zach Veach   | 10    |
| 2       | Long Beach        | Zach Veach      | Zach Veach      | Gabby Chaves             | Gabby Chaves    | Belardi Auto Racing          | Zach Veach   | 1     |
| 3       | Birmingham 1      | Zach Veach      | Zach Veach      | Zach Veach               | Zach Veach      | Andretti Autosport           | Zach Veach   | 26    |
| 4       | Birmingham 2      | Gabby Chaves    | Gabby Chaves    | Gabby Chaves             | Gabby Chaves    | Belardi Auto Racing          | Zach Veach   | 9     |
| 5       | Indianapolis GP 1 | Matthew Brabham | Luiz Razia      | Matthew Brabham          | Matthew Brabham | Andretti Autosport           | Zach Veach   | 19    |
| 6       | Indianapolis GP 2 | Luiz Razia      | Matthew Brabham | Luiz Razia               | Luiz Razia      | Schmidt Peterson Motorsports | Zach Veach   | 5     |
| 7       | Indianapolis      | Luiz Razia      | Matthew Brabham | Matthew Brabham          | Gabby Chaves    | Belardi Auto Racing          | Gabby Chaves | 1     |
| 8       | Pocono            | Zach Veach      | Gabby Chaves    | Gabby Chaves             | Gabby Chaves    | Belardi Auto Racing          | Gabby Chaves | 9     |
| 9       | Toronto           | Alexandre Baron | Jack Harvey     | Alexandre Baron          | Alexandre Baron | Belardi Auto Racing          | Gabby Chaves | 21    |
| 10      | Mid-Ohio 1        | Jack Harvey     | Jack Harvey     | Jack Harvey              | Jack Harvey     | Schmidt Peterson Motorsports | Gabby Chaves | 29    |
| 11      | Mid-Ohio 2        | Jack Harvey     | Jack Harvey     | Jack Harvey              | Jack Harvey     | Schmidt Peterson Motorsports | Gabby Chaves | 18    |
| 12      | Milwaukee         | Zach Veach      | Zach Veach      | Matthew Brabham          | Zach Veach      | Andretti Autosport           | Gabby Chaves | 37    |
| 13      | Sonoma 1          | Jack Harvey     | Gabby Chaves    | Jack Harvey              | Jack Harvey     | Schmidt Peterson Motorsports | Gabby Chaves | 12    |
| 14      | Sonoma 2          | Jack Harvey     | Jack Harvey     | Jack Harvey              | Jack Harvey     | Schmidt Peterson Motorsports | Gabby Chaves | 0     |

## A bajnokság végeredménye

### Versenyzők
Pontrendszer
| Pozíció | 1. | 2. | 3. | 4. | 5. | 6. | 7. | 8. | 9. | 10. | 11. | 12. |
| ------- | -- | -- | -- | -- | -- | -- | -- | -- | -- | --- | --- | --- |
| Pont    | 50 | 40 | 35 | 32 | 30 | 28 | 26 | 24 | 22 | 20  | 18  | 16  |

- A versenyzőknek a táv 50%-át kellett teljesíteniük ahhoz, hogy helyezésük értékelve legyen. Ha ez a feltétel nem teljesült, akkor a versenyző mindössze 1 ponttal gazdagodott a verseny után.

| Poz. | Versenyző         | STP | LBH | ALA | ALA | IND | IND | INDY | POC | TOR | MOH | MOH | MIL | SNM | SNM | Pont |
| ---- | ----------------- | --- | --- | --- | --- | --- | --- | ---- | --- | --- | --- | --- | --- | --- | --- | ---- |
| 1    | Gabby Chaves      | 21  | 1*  | 6   | 1*  | 11  | 8   | 1    | 1*  | 2   | 2   | 3   | 3   | 2   | 2   | 547  |
| 2    | Jack Harvey       | 3   | 4   | 3   | 5   | 3   | 2   | 5    | 3   | 3   | 1*  | 1*  | 5   | 1*  | 1*  | 547  |
| 3    | Zach Veach        | 1*  | 2   | 1*  | 3   | 9   | 7   | 3    | 2   | 5   | 4   | 2   | 1   | 7   | 3   | 520  |
| 4    | Matthew Brabham   | 9   | 3   | 4   | 12  | 1*  | 4   | 2*   | 5   | 4   | 5   | 12  | 2*  | 6   | 5   | 424  |
| 5    | Luiz Razia        | 5   | 5   | 2   | 4   | 2   | 1*  | 4    | 8   | 12  | 3   | 11  | 8   | 3   | 4   | 403  |
| 6    | Juan Pablo García | 7   | 8   | 7   | 6   | 6   | 6   | 6    | 4   | 8   | 10  | 6   | 7   | 4   | 9   | 372  |
| 7    | Juan Piedrahita   | 6   | 7   | 10  | 7   | 8   | 11  | 8    | 7   | 7   | 9   | 5   | 6   | 5   | 7   | 337  |
| 8    | Scott Anderson    | 12  | 9   | 12  | 10  | 7   | 5   | 9    | 6   | 9   | 8   | 9   | 4   | 8   | 10  | 309  |
| 9    | Zack Meyer        | 8   | 10  | 9   | 8   | 4   | 10  | 10   |     | 10  | 7   | 10  |     | 9   | 8   | 274  |
| 10   | Alexandre Baron   | 10  | 6   | 5   | 2   | 5   | 3   | 7    |     | 1*  |     |     |     |     |     | 261  |
| 11   | Lloyd Read        | 11  | 11  | 11  | 9   | 10  | 9   |      |     |     |     |     |     |     |     | 101  |
| 12   | Ryan Phinny       |     |     |     |     |     |     |      |     | 11  | 12  | 7   |     | 10  | 6   | 91   |
| 13   | Vittorio Ghirelli | 4   | 12  | 8   | 11  |     |     |      |     |     |     |     |     |     |     | 90   |
| 14   | Axcil Jefferies   |     |     |     |     |     |     |      |     |     | 6   | 4   |     |     |     | 60   |
| 15   | Jimmy Simpson     |     |     |     |     |     |     |      |     |     | 11  | 8   |     |     |     | 42   |
| 16   | Matthew Di Leo    |     |     |     |     |     |     |      |     | 6   |     |     |     |     |     | 28   |
| 17   | Chase Austin      |     |     |     |     |     |     | 11   |     |     |     |     |     |     |     | 1    |
| Poz. | Versenyző         | STP | LBH | ALA | ALA | IND | IND | INDY | POC | TOR | MOH | MOH | MIL | SNM | SNM | Pont |

| Szín       | Eredmény                  |
| ---------- | ------------------------- |
| arany      | Győztes                   |
| ezüst      | 2. helyezett              |
| bronz      | 3. helyezett.             |
| zöld       | 4. hely 5. hely           |
| világoskék | 6–10. hely között         |
| sötétkék   | top 10-en kívül           |
| lila       | nem ért célba             |
| piros      | nem kvalifikált (DNQ, NK) |
| barna      | visszalépett (Vi, Wth)    |
| fekete     | kizárva (DSQ, Kiz)        |
| Fehér      | Nem indult (DNS, Ni)      |
| Fehér      | Verseny törölve (T)       |
| Üres       | Nem vett részt            |

| Jelmagyarázat |                                      |
| Félkövér      | Pole-pozíció                         |
| Dőlt          | Leggyorsabb kör a versenyen          |
| *             | Legtöbb élen töltött kör (1 pont)    |
| 1             | Időmérő törölve, nem járt bónuszpont |
|               | Újonc                                |

### Csapatok
| Poz. | Csapat                                        | Pont |
| ---- | --------------------------------------------- | ---- |
| 1    | Schmidt Peterson Motorsports                  | 403  |
| 2    | Andretti Autosport                            | 370  |
| 3    | Belardi Auto Racing                           | 357  |
| 4    | Fan Force United                              | 122  |
| 5    | Team Moore Racing                             | 111  |
| 6    | Bryan Herta Autosport/Jeffrey Mark Motorsport | 56   |
| 7    | MDL Racing                                    | 11   |

## Külső hivatkozások
- Az Indy Lights hivatalos weboldala Archiválva 2021. március 5-i dátummal a Wayback Machine-ben